# Zaborak
Zaborak (cyr. Заборак) – wieś w Bośni i Hercegowinie, w Republice Serbskiej, w gminie Čajniče. W 2013 roku liczyła 129 mieszkańców.